# آدریان واینبرگ
آدریان واینبرگ (انگلیسی: Adrian Weinberg؛ زادهٔ ۲۵ نوامبر ۲۰۰۱) بازیکن واترپلو اهل ایالات متحده آمریکا است.
وی در مسابقات کشوری و بین‌المللی در مجموع برندهٔ ۱ مدال برنز شده است.